# Phyllolobium chapmanianum
Phyllolobium chapmanianum är en ärtväxtart som först beskrevs av Wenn., och fick sitt nu gällande namn av M.L.Zhang och Dieter Podlech. Phyllolobium chapmanianum ingår i släktet Phyllolobium och familjen ärtväxter. Inga underarter finns listade i Catalogue of Life.